# Laureano Gómez
Laureano Eleuterio Gómez Castro (20. února 1889 Bogotá – 13. července 1965 Bogotá) byl kolumbijský politik a 18. kolumbijský prezident od roku 1950 do roku 1953. V listopadu 1951 musel kvůli svému chatrnému zdraví přenechat velkou část prezidentské moci Robertu Urdanetu Arbelaezovi. 13. června roku 1953, kdy se snažil opět získat svou moc, byl svržen polovojenskou skupinou vedenou Gustavem Rojasem Pinillou. Během předchozích tří desetiletí byl radikálním vůdcem kolumbijské konzervativní strany a je obecně považován za jednoho z nejlepších řečníků z kolumbijského kongresu. Zároveň je jeho pověst velmi kontroverzní díky kvůli jeho sympatiím k autoritativním režimům a totalitnímu stylu vlády.